# Rallye Mecsek de Hongrie
Le Rallye Mecsek de Hongrie (ou Hungária Mecsek Rallye, ou Rallye du Mecsek) est une épreuve de rallye hongroise se déroulant sur asphalte annuellement dans le massif collinéen du Mecsek, au sud-ouest du pays en Transdanubie.

## Histoire
Il se déroule habituellement à la mi-septembre.
Le constructeur Renault l'a remporté à 10 reprises.
Attila Ferjáncz (12 couronnes - record) et le docteur János Tandary l'ont conquis à 7 années d'écart (1988-1995), Ferjáncz étant alors âgé de 42, puis 47 ans. László Ranga l'a gagné 8 fois.
Une compétition « Historic » existe aussi depuis 2005.

## Palmarès

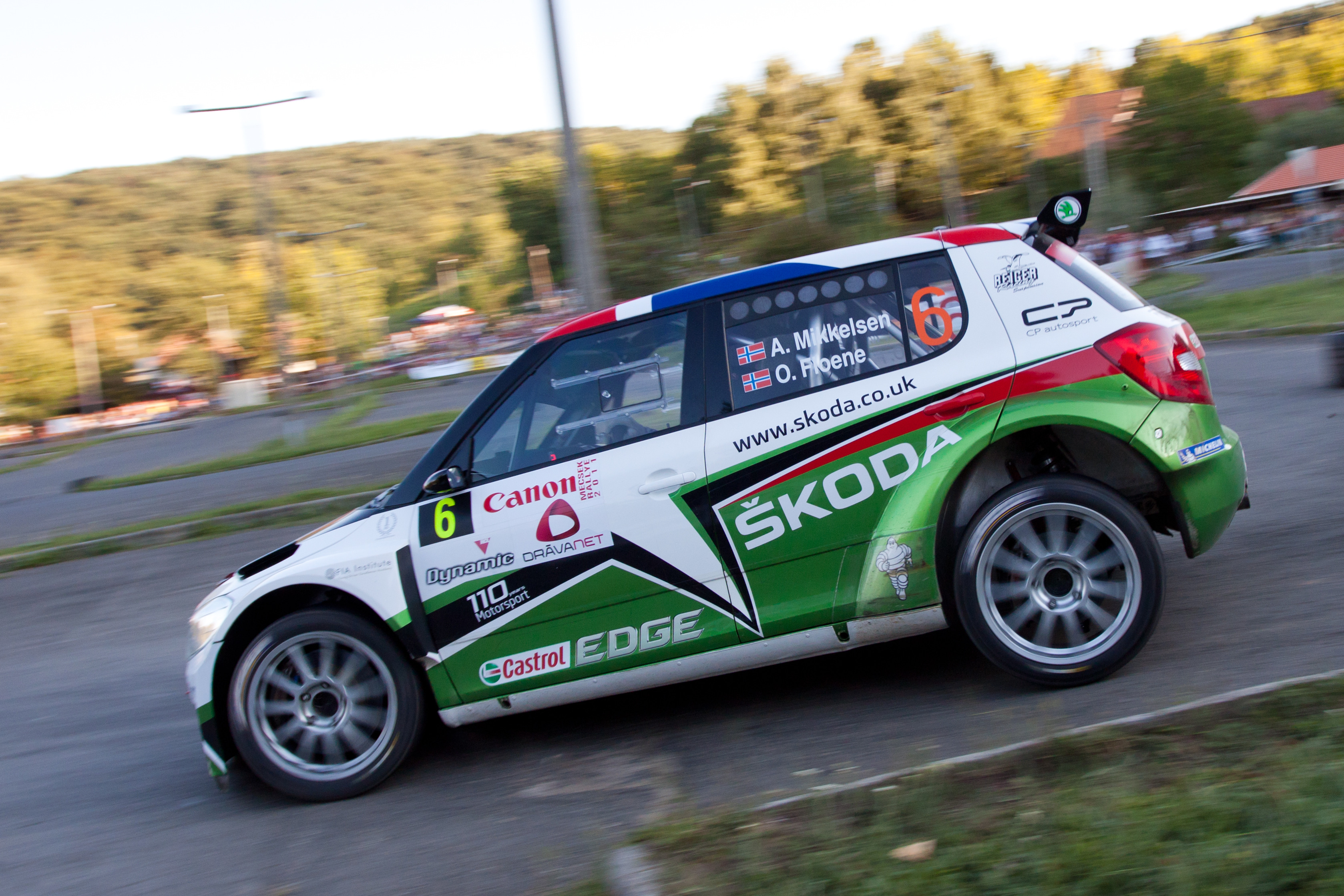
Andreas Mikkelsen au rallye du Mecsek en 2011.

| Année | Pilote               | copilote             | Voiture                 | Championnat international |
| ----- | -------------------- | -------------------- | ----------------------- | ------------------------- |
| 1967  | János Czira          | Attila Palotai       | BMW 700                 |                           |
| 1968  | János Kesjár         | János Kesjár jr.     | NSU TTS                 |                           |
| 1969  | Attila Ferjáncz      | Jenõ Zsemberi        | Renault 8 Gordini       |                           |
| 1970  | Attila Ferjáncz      | Jenõ Zsemberi        | Renault 8 Gordini       |                           |
| 1971  | Attila Ferjáncz      | Jenõ Zsemberi        | Renault 8 Gordini       |                           |
| 1972  | Attila Ferjáncz      | Jenõ Zsemberi        | Renault 12 Gordini      |                           |
| 1973  | Attila Ferjáncz      | Jenõ Zsemberi        | Renault 12 Gordini      |                           |
| 1974  | Attila Ferjáncz      | Jenõ Zsemberi        | Renault 12 Gordini      |                           |
| 1975  | Attila Ferjáncz      | Ferenc Iriczfalvy    | Renault Alpine A110     |                           |
| 1976  | Attila Ferjáncz      | Ferenc Iriczfalvy    | Renault 17 Gordini      |                           |
| 1977  | Rezsö Kovács         | László Kiss          | Lada 21011              |                           |
| 1978  | Attila Ferjáncz      | dr. János Tandary    | Renault 5 Alpine        |                           |
| 1979  | Épreuve non disputée | Épreuve non disputée | Épreuve non disputée    | Épreuve non disputée      |
| 1980  | Attila Ferjáncz      | dr. János Tandary    | Renault 5 Alpine        |                           |
| 1981  | Ferenc Wirtmann      | A.Schreer            | Ford Escort             |                           |
| 1982  | Václav Pech sr.      | Jiří Janeček         | Škoda 130 RS            |                           |
| 1983  | Václav Pech sr.      | Jan Soukup           | Škoda 130 RS            |                           |
| 1984  | László Ranga         | Árpád Kurcz          | Lada                    |                           |
| 1985  | Attila Kákonyi       | Ferenc Tóth          | Lada                    |                           |
| 1986  | László Ranga         | Árpád Kurcz          | Lada                    |                           |
| 1987  | László Ranga         | Mihály Dudás         | Lada VFTS               |                           |
| 1988  | Attila Ferjáncz      | dr. János Tandary    | Audi 90                 |                           |
| 1989  | Tamás Szabó          | Ferenc Gergely       | BMW M3                  |                           |
| 1990  | László Ranga         | Mihály Dudás         | Lancia Delta Integrale  |                           |
| 1991  | László Ranga         | Ernõ Büki            | Lancia Delta Integrale  |                           |
| 1992  | László Ranga         | Ernõ Büki            | Lancia Delta Integrale  |                           |
| 1993  | János Tóth jr.       | György Papp          | Toyota Celica 4WD       |                           |
| 1994  | László Ranga         | Ernõ Büki            | Lancia Delta Integrale  |                           |
| 1995  | Attila Ferjáncz      | Csaba Tóth           | Ford Escort RS Cosworth |                           |
| 1996  | László Ranga         | Ernõ Büki            | Subaru Impreza 555      |                           |
| 1997  | Zoltán Batho         | Tamás Kosztolányi    | Subaru Impreza 555      |                           |
| 1998  | Tibor Érdi           | István Varga         | Toyota Celica GT Four   |                           |
| 1999  | Ferenc Kiss          | Ernõ Büki            | Subaru Impreza WRC      |                           |
| 2000  | Tibor Érdi           | István Varga         | Subaru Impreza 555 WRX  |                           |
| 2001  | Tamás Szeleczky      | László Penderik      | ford Escort WRC         |                           |
| 2002  | Tibor Érdi           | István Varga         | Subaru Impreza WRC      |                           |
| 2003  | János Tóth jr.       | Imre Tóth            | Peugeot 206 WRC         |                           |
| 2004  | Tamás Turi           | István Kerék         | Škoda Octavia WRC       |                           |
| 2005  | Tamás Turi           | István Kerék         | Škoda Octavia WRC       |                           |
| 2006  | Balázs Benik         | István Varga         | Ford Focus RS WRC 03    |                           |
| 2007  | Balázs Benik         | István Varga         | Ford Focus RS WRC 03    |                           |
| 2008  | Csaba Spitzmüller    | Miklós Kazár         | Mitsubishi Lancer WRC   |                           |
| 2009  | Frigyes Turán        | Gábor Zsiros         | Peugeot 307 WRC         |                           |
| 2010  | Zsolt Kakuszi        | Csaba Kakuszi        | Ford Fiesta S2000       |                           |
| 2011  | Jan Kopecký          | Petr Starý           | Škoda Fabia S2000       | IRC (44e édition)         |
| 2012  | Norbert Herczig      | Igor Bacigál         | Škoda Fabia S2000       |                           |

(nb : Ferenc (Francis) Wirtmann ne doit pas être confondu avec Franz (François) Wittmann)